# رودخانه نامورونا
رودخانه نامورونا (به لاتین: Namorona River) یک رود در ماداگاسکار است که در ماداگاسکار واقع شده‌است.